# Patrick Versavel
Patrick Versavel (Diest, 1 juli 1961) is een Belgische oud-voetballer. Hij was een middenvelder die in de jaren 80 en 90 voor onder meer KSC Lokeren en KV Mechelen speelde. Patrick is de oudere broer van gewezen voetballer Bruno Versavel.

## Carrière
Patrick Versavel startte zijn voetbalcarrière bij de jeugd van KFC Diest. Als tiener stopte hij wegens een dispuut twee jaar met voetballen en begon hij met boksen. Nadien keerde hij terug naar Diest, dat hem in het seizoen 1979/80 liet debuteren in de Tweede Klasse. Versavel groeide in korte tijd uit tot een vaste waarde bij Diest.
In 1985 verhuisde de snelle en makkelijk scorende middenvelder naar eersteklasser KSC Lokeren. Een jaar later maakte ook zijn broer Bruno de overstap van Diest naar Lokeren. De broers Versavel werden meteen een titularis in het team van trainer Aimé Anthuenis. In 1987 werden de Waaslanders vierde, waardoor ze een seizoen later mochten deelnemen aan de UEFA Cup. Lokeren werd echter al in de eerste ronde uitgeschakeld door Boedapest Honvéd. 
Hoewel Lokeren in de Belgische competitie opnieuw wegzakte en tegen de degradatie moest strijden, wist Bruno in 1988 een transfer te versieren naar KV Mechelen, dat net de Europacup II had veroverd. Een jaar later belandde ook Patrick in Mechelen. De oudste van de broers Versavel speelde drie seizoenen voor de Maneblussers, met wie hij in zowel 1991 als 1992 de bekerfinale verloor. Hoewel hij zich bij Lokeren door zijn snelheid en neus voor doelpunten meermaals in de kijker had gespeeld, kon hij in Mechelen de verwachtingen niet inlossen.
In 1993 stapte de inmiddels 32-jarige middenvelder over naar het Germinal Ekeren van zijn vroegere trainer Aimé Antheunis. Na een teleurstellend seizoen nam Versavel afscheid van het hoogste niveau. Hij voetbalde nadien nog even voor derdeklasser KVO Aarschot en ging vervolgens als trainer aan de slag in de lagere afdelingen.